# Chiesa di San Lorenzo (Trezzano sul Naviglio)
La chiesa di San Lorenzo è una chiesa parrocchiale sita a Trezzano sul Naviglio, nell'arcidiocesi di Milano.

## Storia
Per servire le necessità spirituali del nuovo quartiere Zingone, nel 1963 venne istituita la nuova parrocchia di San Lorenzo, scorporandone il territorio dalla parrocchia di Sant'Ambrogio.
La costruzione della chiesa, progettata dall'architetto Franco Negri, ebbe inizio nello stesso anno e si concluse l'anno successivo.
Si tratta di una delle chiese erette nell'ambito del programma «Ventidue chiese per ventidue concili», ideato nel 1961 dall'arcivescovo Montini per celebrare il Concilio Vaticano II.

## Caratteristiche
La chiesa, preceduta da un sagrato sopraelevato rispetto alla strada, sorge tra alti edifici di abitazione. Ha forma rettangolare, quasi quadrata, di 25 m di lunghezza e 21 m di larghezza, con la facciata rivolta a sud-ovest e il presbiterio a nord-est.
Elemento caratterizzante dell'edificio è la copertura a due falde asimmetriche, in calcestruzzo armato, alta fino a 10 m; le due pareti frontale e di fondo sono interamente vetrate. A sinistra della chiesa sorge il campanile, formato da quattro pilastri che sostengono una scala elicoidale.
L'interno ha capienza di 500 persone; nel seminterrato sono ospitati gli ambienti parrocchiali.

### Fonti
- Cleto Gnech (a cura di), Ventidue chiese per ventidue concili, Milano, Comitato per le nuove chiese, 1969,  pp. 115-119, ISBN non esistente, SBN SBL0427608.
- Carmela Perucchetti, S. Lorenzo, in Cecilia De Carli (a cura di), Le nuove chiese della Diocesi di Milano, 1945-1993, Milano, Vita e Pensiero, 1994,  p. 177, ISBN 88-343-3666-6.

### Ulteriori approfondimenti
- Nuove chiese a Milano, in Nuove Chiese, n. 2, luglio-agosto 1968,  p. 36.